# Чернецкое (Тверская область)
Черне́цкое — деревня в Весьегонском муниципальном округе Тверской области России. 

## География
Находится на реке Кесьма в 27 километрах к югу от города Весьегонск, в 3 км от автодороги Тверь — Устюжна.
Ближайшие населённые пункты — Большое Фоминское (на автодороге Р84), Романцево (за рекой), Пронино.

## История
Чернецкое — древнее монастырское село (название от слова чернец — монах). Ранее носило название Черницкое. Впервые указано на картах Российской Империи с конца XVIII века. 
В 1792 году в селе была построена каменная церковь в честь Успенской Божьей Матери с 4 престолами, в 1875 году построена деревянная в честь Иоанна Предтечи, метрические книги с 1784 года.
Во второй половине XIX — начале XX века Чернецкое (второе название — Старокозьмодемьяновское) — центр Чернецкого прихода Кесемской волости Весьегонского уезда Тверской губернии, в 1858 году — 106 дворов, 595 жителей. В 1889 году — 110 дворов, 454 жителя, 2 церкви — Козьмодемьянская и Иоанна Предтечи, земское училище, водяная мельница, ежегодная Козьмодемьянская ярмарка; промыслы: дворники, торговцы на ларях в Петербурге. 
В 1919—1925 годах Чернецкое — центр одноимённого сельсовета Кесемской волости Весьегонского уезда, 116 дворов, 803 жителей (1920 год), общество потребителей, школа, культпросветклуб.
В 1940 году село центр Чернецкого сельсовета Овинищенского района Калининской области, до 2005 года — центр Чернецкого сельского округа Весьегонского района, с 2005 года — в составе Пронинского сельского поселения, с 2019 года — в составе Весьегонского муниципального округа. 
В 1997 году в деревне Чернецкое 65 хозяйств, 130 жителей. Администрация сельского округа, начальная школа, медпункт, отделение связи.

## Население
| 1859 | 1919 | 1997 | 2010 |
| ---- | ---- | ---- | ---- |
| 586  | ↗803 | ↘130 | ↘92  |

Население по переписи 2002 года — 113 человек, 52 мужчины, 61 женщин.